# Doresópolis
Doresópolis é um município brasileiro do estado de Minas Gerais. Sua população recenseada em 2022 era de 1 461 habitantes.

## História
Os municípios de Doresópolis e Piumhi sempre foram estreitamente ligados. 
A história da região inicia seus registros em 1.732, com a descoberta e exploração da região pelo sertanista João Batista Maciel que proveniente de São Paulo, com sua bandeira, vasculhou a região, próximo a nascente do rio São Francisco, a procura de ouro. Batista Maciel fixara-se na Piraquara, margem direita do Rio São Francisco, termo da vila de Pitangui. Naquele ano, organizou uma bandeira com filhos, agregados e escravos, explorou o Alto São Francisco, descobrindo faisqueiras no rio Piuí.
Em 1736, foi a região cortada pela Picada de Goiás e aí distribuídas as primeiras sesmarias, através do edital baixado pelo governador Martinho de Mendonça, em julho de 1736.
Pouco tempo depois houve uma pausa na colonização. A região foi atacada por negros aquilombados que assenhorearam-se dela, causando grandes transtornos até o ano de 1743, quando foram atacados e tiveram destruídos os quilombos, reiniciando-se a colonização em toda a região.
Passada essa fase, novamente começaram os pedidos de sesmaria, com vários candidatos a sesmeiros fixando-se na região, dificultada a fixação pelas matas fechadas.
O motivo principal que determinou a ida desses aventureiros e exploradores ao local, foi a fertilidade de suas terras e, possivelmente a caça e a pesca. Posteriormente, passaram a dedicar-se à agricultura, em que se serviam de instrumentos primitivos e rotineiros de trabalho.
Em 1767, o governo assinou vinte cartas de sesmarias aos desbravadores do Oeste.
Desde então, a economia da região passou a voltar-se para a agricultura, mesmo ante as dificuldades naturais da região coberta de matas fechadas, conforme supra afirmado. Mas, com terras extremamente férteis, houve a insistência humana na colonização o que manteve a agricultura em alta, juntamente com a pecuária de gado de corte e, principalmente leiteiro, tudo isso explorado por grandes proprietários de terras, que conseguiam mais facilmente a mão-de-obra para o desmate necessário.
Doresópolis pertencia ao município de Piumhi, de onde fora distrito. A criação do distrito iniciou-se na data de 14 de outubro de 1.842, ocasião em que a Câmara Municipal de Piumhi solicitou ao governo imperial a criação dos distritos de São Roque e de Nossa Senhora do Carmo de Jatobá, cujo nome trata-se da primeira referência da origem histórica de Doresópolis, oficializado pela Lei 239, de 30 de novembro de 1.842.
Referido Distrito de Nossa Senhora do Carmo de Jatobá compreendia todo o território atual de Doresópolis mais parte do atual município de Iguatama.
Com essa denominação, o antigo distrito permaneceria durante cerca de três décadas, até o ano de 1.871, quando a Lei 1.790 muda seu nome para Distrito de Santo Antônio de Entre Rios.
Onze anos mais tarde, através da Lei 2.938, de 23 de setembro de 1.882, o distrito passa a ser chamado de Povoado de Nossa Senhora das Dores das Perobas.
Essa foi a denominação pela qual ficou inicialmente conhecido e, posteriormente, o nome foi reduzido para Distrito de Perobas, figurando assim na divisão administrativa do Estado em 1.911.
O origem do nome Perobas vem, justa e obviamente, da fabulosa madeira de lei que existia em grande quantidade nas matas do município.
Importante chamar a atenção para a qualidade dessa madeira, facilmente verificável nas construções das existentes casas de várias fazendas da região, que têm soalho de peroba maciça, além das colunas e vigas de aroeira, madeiras extraídas naqueles idos de 1.870 e resistentes até nos dias atuais.
Por outro lado, a emancipação político-administrativa do Distrito de Perobas, aconteceu em 30 de dezembro de 1.962, através da Lei 2.764, que o desmembrou do município de Piumhi, sendo batizado de Município de Doresópolis, com a intervenção da Igreja Católica, que pressionou para que o nome fosse colocado em homenagem à padroeira Nossa Senhora das Dores.
Posteriormente, no final da década de 80 e início da de 90, houve um movimento popular visando o retorno ao nome do município como Perobas, mas novamente a Igreja Católica pressionou e conseguiu abafar qualquer tentativa de mudança.

## Geografia
Doresópolis está localizada na Mesorregião Oeste do Estado de Minas Gerais (região centro-oeste), e Microrregião de Piumhi. com 153,49 km² de área e uma altitude de 798 metros (na cabeceira do Córrego Perobas), clima tropical com a temperatura média de 20,7 °C, com índice pluviométrico anual de 1.426,3 mm, vegetação, tanto com resquícios de mata fechada quanto de terras desmatadas, essas caracterizadas por existência de árvores de médio porte em terrenos chamados de cultura.
Tem limites com os municípios de Piumhí, Bambuí, Pains e Iguatama.
O acesso rodoviário pode ser feito pelas rodovias BR-354 e a MG-050, distante 19 km da cidade, sendo esta a rodovia que serve de acesso à capital Belo Horizonte, que se encontra a 249 km de distância. Saliente-se que a rodovia MG-050 que corta a região é responsável por ligar a capital mineira à região de Ribeirão Preto-SP.
Distâncias aproximadas dos principais centros do país: Doresópolis situa-se a 995 km de Brasília, a 545 km de São Paulo-SP, a 625 km do Rio de Janeiro-RJ, e a 805 km de Vitória-ES.
O relevo do município é plano, com muitas baixadas, sendo cortado pelo Rio São Francisco e contando com abundantes mananciais de água.

## Hidrografia
O município faz parte da Bacia do São Francisco, principal rio que banha o município de Doresópolis. O Rio São Francisco é chamado “rio da unidade nacional” por percorrer cinco Estados brasileiros até sua foz. 
Além do São Francisco, os mananciais de água no município são abundantes e são muito procurados para a pesca, destacando-se os mais conhecidos pelo acesso mais fácil que são o Ribeirão dos Patos, e o Córrego Perobas.

## Tipos de solos existentes nas terras de Doresópolis
O tipo de solo encontrado nas terras do município de Doresópolis são solos trufosos com sistema de aluvião, de baixadas, os chamados solos de cultura.
Esse tipo de solo, tem textura média argilosa, significando isso que ajudam na retenção de água, razão pela qual os terrenos da região são considerados excelentes, tanto para agricultura de lavoura branca (milho, arroz, etc), quanto para pastagens.
No município de Doresópolis, inicia-se o tipo de solo encontrado na "Mata de Pains", conhecido nacionalmente pela qualidade e que, apesar do nome ser direcionado ao município vizinho, o tipo de solo é encontrado em três municípios: Doresópolis, Pains e Iguatama.

## Infraestrutura
O município tem uma boa infraestrutura.
Segundo a Companhia de Saneamento de Minas Gerais, a grande maioria das residências da cidade contam com abastecimento com água tratada, e com redes coletoras de esgoto. Não há registro ou dados estatísticos informando o percentual das residências, mas acredita-se aproximar de 95%. Em ambos os casos, as Concessionárias são da Prefeitura Municipal, com a formalização de suas criações no ano de 2004.
Os transportes e acessos na cidade somente contam com a utilização rodoviária.

## Educação
A cidade conta com escolas municipais de 1º e 2º graus.